# Pont sur le Rhône (Evouettes)
Der Pont sur le Rhône (deutsch Rhoneviadukt), auch Pont Rouge (deutsch Rote Brücke), ist eine 440 m lange Hohlkastenbrücke in auffällig roter Farbe, welche in der Nähe des Genfersees die Durchgangsstrasse H144 über die Rhone führt. 

## Bauwerk
Das Bauwerk ist die letzte Strassenbrücke über die Rhone, bevor diese in den Genfersee mündet. Die Brücke beginnt beim Kreisel südlich von Evouettes, einem Dorf in der Walliser Gemeinde Port-Valais, und führt über die Bahnstrecke Saint-Gingolph–Saint-Maurice, den Stockalperkanal und die Rhone, bevor sie auf dem Boden der Waadtländer Gemeinde Chessel endet. Die Brücke ist Teil der 2012 eröffneten Transchablesienne (Strasse H144), die Les Evouettes mit Rennaz verbindet.
Der Hohlkasten wird von acht V-förmigen Pfeilern getragen. Beim Brückenfeld, das die Rhone überquert, ist der Pfeilerachsabstand mit 74 m am grössten. Damit sich die Brücke besser mit der Landschaft verträgt, schlugen die Architekten eine rote Farbgebung des Überbaus vor, um der in der Ebene von weitem sichtbaren Brücke einen eigenen Charakter zu geben. Eine besondere Herausforderung war die Herstellung des in der Masse eingefärbten Betons, der unabhängig von der Jahreszeit, in der er verbaut wurde, immer die gleiche Farbe haben sollte. Ein Kubikmeter Beton besteht aus 300 kg Zement, 100 kg Flugasche und 12 kg des roten Pigments. Die gewählte Lösung mit dem in der Masse eingefärbten Beton verursachte zwar höhere Kosten als ein Anstrich, benötigt aber dafür keinen Unterhalt.